# 林盛堡站
林盛堡站位于中国辽宁省沈阳市苏家屯区林盛街道，始建于1911年。现隶属沈阳铁路局鞍山车务段管辖，现为三等站，距沈阳站25公里，大连站372公里。
1. ↑  铁道部电子计算技术中心, 铁道部运输局. . 北京: 中国铁道出版社. 1998: 130. ISBN 9787113030995.